# Якименко Олександр Никифорович
Олександр Никифорович Якименко (20 березня 1921, Миколаївка, тепер Вишгородського району Київської області — 24 листопада 2004, місто Київ) — український правник і державний діяч, кандидат юридичних наук (з 1968 року), заслужений юрист України, Голова Верховного Суду України в 1970—1993 роках. Член Ревізійної Комісії КПУ в 1976—1981 роках. Депутат Верховної Ради УРСР 8—11-го скликань.

## Біографія
Народився 20 березня 1921 року в селі Миколаївці (тепер Вишгородського району Київської області) в бідній селянській родині. Закінчивши семирічку, з 1935 року працював обліковцем у місцевому колгоспi «Червона нива». У 1937–1940 роках — діловод бюро ЗАГСу, інспектор Димерського районного відділу міліції НКВС Київської області.
З 1940 року — на військовій службі: курсант окружної школи Казахстанського прикордонного округу НКВС. Був заступником політрука, секретарем комсомольської організації кавалерійського прикордонного загону. Член ВКП(б) з 1940 року.
Брав участь у німецько-радянській війні з 1941 року, невдовзі став політруком роти на Ленінградському та Калінінському фронтах. У 1942 році брав участь в обороні Сталінграда, був тяжко поранений, лікувався в госпіталі в місті Лисьві Молотовської області, а згодом, після звільнення за станом здоров'я в запас, завідував Лисьвенським міським відділом соціального забезпечення.
З 1944 року — заступник голови виконавчого комітету Печерської районної ради депутатів трудящих міста Києва, з 1945 року — завідувач організаційно-інструкторського відділу, секретар Печерського районного комітету КП(б)У міста Києва.
1948 року був обраний народним суддею 2-ї дільниці Радянського районного народного суду Києва.
У 1949 році закінчив Київську філію Всесоюзного заочного юридичного інституту.
У 1950—1954 роках — суддя, а в серпня 1954 — квітні 1963 року — заступник голови Верховного суду Української РСР із цивільних справ. У квітні 1963—1970 роках — голова Юридичної комісії при РМ УРСР. У 1968 році захистив кандидатську дисертацію «Питання позовної давності в радянському цивільному праві» (Сектор держави та права АНУ, Київ).
З жовтня 1970 по 16 листопада 1993 року — голова Верховного суду Української РСР/України.

Могила Олександра Якименка

Помер 24 листопада 2004 року. Похований в Києві на Байковому кладовищі (ділянка № 52а).

## Праці
Автор праць з цивільного права, правосуддя; відповідальний редактор збірки «Законодавство про пам'ятники історії та культури» (1970) і науково-практичних коментарів Цивільного кодексу УРСР (1971, 1981).

## Відзнаки
Нагороджено багатьма державними нагородами, зокрема: орденами Червоної Зірки, Трудового Червоного Прапора (1967), Вітчизняної війни I ступеня, Богдана Хмельницького III ступеня, «Знаком Пошани», 18 медалями, Почесними грамотами Верховної Ради УРСР та відзнакою Верховного Суду України «За вірність Закону». Заслужений юрист України (з 1991 року).